# Cremnops atripennis
Cremnops atripennis är en stekelart som beskrevs av Szepligeti 1914. Cremnops atripennis ingår i släktet Cremnops och familjen bracksteklar. Inga underarter finns listade i Catalogue of Life.